# Accord de Gdańsk

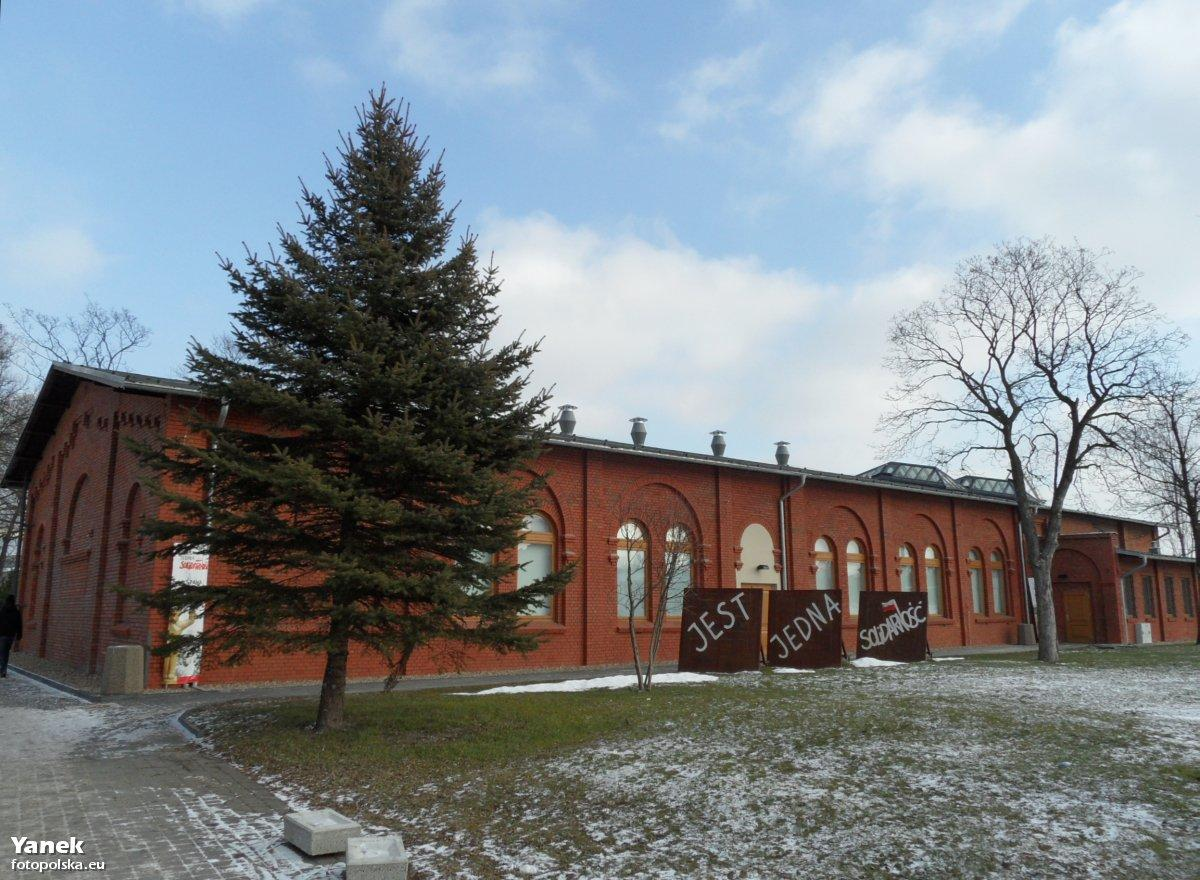
Chantier Naval de Gdansk

 (mars 2014).
Si vous disposez d'ouvrages ou d'articles de référence ou si vous connaissez des sites web de qualité traitant du thème abordé ici, merci de compléter l'article en donnant les références utiles à sa vérifiabilité et en les liant à la section « Notes et références ».
L'accord de Gdańsk est un accord conclu en août 1980, à la suite de plusieurs semaines de grève, entre le gouvernement de la République populaire de Pologne et le comité de grève inter-entreprises de Gdańsk. Pour la première fois dans l'histoire du bloc de l'Est, un régime communiste cédait aux revendications des travailleurs en autorisant l'existence de syndicats libres. L'accord a été suivi de la création de Solidarność, en août 1980. Cependant, le mouvement de libéralisation politique en Pologne a subi un coup d'arrêt lors de la déclaration de l'état de siège par le général Jaruzelski, en décembre 1981.

## Conflit de travail ordinaire transformé en crise politique majeure
En août 1980, les ouvriers des chantiers navals de la Baltique se mettent en grève pour protester à la fois contre des hausses de prix de denrées alimentaires décidées sans contrepartie par le gouvernement et contre le licenciement, pour des raisons politiques, de l'une de leurs collègues, Anna Walentynowicz, qui perdait ainsi tous ses droits à la retraite. Très vite, Lech Wałęsa, un ouvrier électricien de 38 ans, en prend la tête et utilise cet incident pour l'exploiter à des fins politiques. Il avait participé aux grèves de décembre 1970, qui avaient tourné à l'émeute et conduit à une répression sanglante (42 morts) et la chute de Wladyslaw Gomulka, le premier secrétaire du Parti ouvrier unifié polonais (le Parti communiste local).
Lech Wałęsa a bien analysé les causes de l'échec des grèves de 1970, sous la direction de Edmund Bałuka et est déterminé à ne pas commettre les mêmes erreurs. Une stricte discipline est imposée aux grévistes : occupation des chantiers navals par les ouvriers, qui n'en sortent pas, interdiction de consommer de l'alcool sur les chantiers pour ne pas créer de désordres, chaque personne présente doit être reconnue par d'autres ouvriers pour éviter les provocateurs, se faire ravitailler par les familles des grévistes, faire intervenir des intellectuels (Bronisław Geremek et Tadeusz Mazowiecki) pour les aider à négocier avec les communistes, rester dans un cadre légal en utilisant toutes les possibilités offertes par la loi, enfin, internationaliser la crise en affichant des posters de Jean-Paul II sur les portes d'accès et les grilles, devant toutes les télévisions du monde.
Les revendications sont à la fois classiques (hausse de salaires, samedis libres, meilleures retraites) mais exigent aussi des syndicats indépendants du Parti communiste, ce que le premier secrétaire du parti communiste polonais, Edward Gierek, refuse absolument. Lech Wałęsa utilise Jean-Paul II comme levier pour faire plier le pouvoir communiste.

## Rôle de Jean-Paul II
Au cours de l'audience générale du 20 août 1980, informé en direct par l'évêque de Gdańsk, Lech Kaczmarek, Jean-Paul II demande aux fidèles de prier pour la Pologne et adresse un message au cardinal-primat, Stefan Wyszyński mais celui-ci, dans son sermon du 26 août, ne cite pas la crise. Le lendemain, Jean-Paul II intervient publiquement à nouveau, en confiant à la Vierge Marie « les grands et importants problèmes de notre pays ». L'épiscopat polonais rappelle à ce moment les droits des travailleurs à s'organiser. Après trois semaines de crise, le 31 août, un compromis dit « Accords de Gdańsk » est signé, grâce à ces fortes pressions de l'Église catholique. Le lendemain, le pape intervient une troisième fois en rappelant, toujours lors d'une audience générale, « le droit moral de la Pologne à la souveraineté et l'indépendance ». Cette fois-ci, il s'agit d'écarter une intervention militaire soviétique redoutée par tous.

## Une des causes de l'effondrement du communisme
Cet accord provoque la stupéfaction de l'opinion publique internationale : en effet, pour la première fois depuis 1917, un régime communiste acceptait l'existence de syndicats libres, indépendants du Parti. Le syndicat Solidarność (Solidarité) est créé dans les semaines qui suivent. Très vite, les adhésions affluent pour atteindre 10 millions, soit un tiers de la population totale et, ce qui est plus grave, cinq fois le nombre des membres du Parti. Certes, les acquis de ces accords seront abolis par le coup d'état du 13 décembre 1981, par le général Jaruzelski mais la cause essentielle de la chute du communisme s'y trouve définitivement inscrite : le Parti communiste ne pouvait pas être assimilé à la classe ouvrière, ce qui lui supprimait toute légitimité.
Un élément de désagrégation majeur du système communiste est ainsi implanté au cœur du dispositif géopolitique de l'Union Soviétique en Europe, puisque le contrôle de la Pologne permettait de contrôler l'Allemagne de l'Est.
En avril 1989, Lech Wałęsa obtient le retour intégral aux Accords ainsi que le rétablissement du syndicat Solidarité. Après le retour au pluralisme syndical, le général Jaruzelski est obligé d'accorder le pluralisme politique avec les élections législatives de 1989. Celles-ci montrent un rejet évident du régime communiste par tout le peuple polonais. L'effondrement en cascade de tous les régimes communistes d'Europe de l'Est suit en quelques mois.